# Masaki Chūgo
Masaki Chūgo (jap. 中後雅喜 Chūgo Masaki; ur. 16 maja 1982) – japoński piłkarz występujący na pozycji pomocnika. Obecnie gra w JEF United.